# Куразова, Залина Изидиновна
Залина Изидиновна Куразова (28 января 1985, пгт. Ачисай, Кентау, Южно-Казахстанская область, Казахская ССР, СССР) — казахстанская баскетболистка, выступавшая в амплуа нападавшего, многократный чемпионка Казахстана. Игрок сборной Казахстана.

## Спортивная карьера
С 15-летнего возраста играет в баскетбол. С 2000 по 2005 годы играла в команде города Туркестан. Затем перешла в баскетбольным клуб «Иртыш» из города Павлодар, за который выступала с 2005 по 2010 год. С 2010 года по 2019 год играла в клубе «Тигры Астаны» из Астаны. С 2020 года играет за «Туран» из Туркестана.

## Достижения
«Иртыш»
Чемпионка Казахстана: (1)
- 2006/07;

Серебряный призёр чемпионата Казахстана: (2)
- 2005/06, 2008/09;

Бронзовый призёр чемпионата Казахстана: (1)
- 2009/10;

 «Тигры Астаны»
Чемпионка Казахстана: (4)
- 2014/15, 2016/17, 2017/18, 2018/19;

Серебряный призёр чемпионата Казахстана: (5)
- 2010/11, 2011/12, 2012/13, 2013/14, 2015/16;

## Личная жизнь
По национальности — кумычка, её предки из села Брагуны (Чечня).